# Aerangis brachycarpa
Aerangis brachycarpa es el nombre científico de una orquídea epífita originaria de África desde Eritrea hasta el sur del África tropical.

## Descripción
Es una planta mediana de tamaño que prefiere clima caliente a fresco, es epífita,  colgante con  4 a 12 hojas obovadas a espatuladas, con el ápice bi-lobulado de manera desigual, a menudo de color verde oscuro manchado de negro. Florece  en una inflorescencia axilar, arqueada y colgante, cilíndrica, en forma de racimo de 40 cm de largo que lleva de 2 a 12 flores de 2 a 4.5 cm de ancho. La floración se produce en otoño.

## Distribución y hábitat
Se encuentra en Eritrea, Etiopía, Kenia, Tanzania, Uganda, Angola, Malaui y Zambia en los bosques elevados en una profunda sombra bajo los troncos de los árboles y ramas en alturas de 1500 a 2300 m s. n. m.

## Taxonomía
Aerangis brachycarpa fue descrita por (A.Rich.) Durand & Schinz y publicado en Conspectus Florae Africae 5: 50. 1895.
Etimología
El nombre del género Aerangis procede de las palabras griegas: aer = (aire) y angos = (urna), en referencia a la forma del labelo.
brachycarpa: epíteto latino que significa "con fruto corto".
Sinonimia
- Aerangis carusiana (Severino) Garay 1972
- Aerangis flabellifolia Rchb.f. 1865
- Aerangis rohlfsiana (Kraenzl.) Schltr. 1918
- Angorchis flabellifolia (Rchb.f.) Kuntze 1891
- Angraecum brachycarpum (A.Rich.) Rchb.f. 1852
- Angraecum carusianum Severino 1916
- Angraecum flabellifolium (Rchb.f.) Rolfe 1897
- Angraecum rohlfsianum Kraenzl. 1882
- Dendrobium brachycarpum A.Rich. 1850
- Rhaphidorhynchus rohlfsianus (Kraenzl.) Finet 1907[1][4][5]